# グランドスラム (ゴルフ)
ゴルフにおけるグランドスラム（Grand Slam）とは、メジャー選手権をすべて制覇することである。

## グランドスラム
同一年のメジャー選手権をすべて制覇することをグランドスラムという。キャリア・グランドスラムと区別する場合は、年間グランドスラムという。

### 男子
男子の場合は
- 全英オープン
- 全米オープン
- 全米プロゴルフ選手権
- マスターズ・トーナメント

をすべて制覇することをいう。
1930年に、当時28歳のボビー・ジョーンズが当時の世界4大タイトルであった全英アマチュア、全米アマチュア、全英オープン、全米オープンを1年のうちにすべて制覇した。スポーツ界において『グランドスラム』という言葉が用いられたのはこれが最初である。ジョーンズは生涯アマチュアを貫いたため、現在のゴルフ界の『グランドスラム』は当時の意味とは異なっている。マスターズ・トーナメントの会場である「オーガスタ・ナショナル・ゴルフクラブ」（アメリカ・ジョージア州）は、ボビー・ジョーンズが競技生活からの引退後に設計したコースである。第1回マスターズは1934年に開催された。グランドスラムの定義が現在の物になって以降、年間グランドスラムが達成された事例は一人もない。
タイガー・ウッズが2000年の全米オープンから2001年のマスターズまでメジャー選手権4連覇を達成した時、これを『グランドスラム』と認定するかどうかでマスメディアの間に論争があった。前人未踏の偉業であったが、"2年にまたがる"この記録は結局グランドスラムとは認定されず、『タイガースラム』と呼ばれることになった。

### 女子
女子の場合は
- 全英女子オープン
- 全米女子オープン
- 全米女子プロゴルフ選手権
- シェブロン選手権
- エビアン選手権

をすべて制覇することをいう。
女子のゴルフ・メジャー選手権は、長い歴史の中で何度も変更されている。そのため"当時のメジャー選手権をすべて制覇した選手"を網羅しなければならない。全米女子プロゴルフ選手権と全米女子オープンは一貫して変わっていないが、他の2つのトーナメントに変更があった点は注意を要する。最近でも女子メジャーの最終戦が、2000年までは「デュモーリエ・クラシック」であったものが、2001年から全英女子オープンに変更されている。さらに2013年からエビアン選手権がメジャーに昇格し加わり5大会となった。また、大会開催時期も年によって異なることが多かった。

### シニア
シニアの場合は
- 全英シニアオープン
- 全米シニアオープン
- 全米プロシニアゴルフ選手権
- シニア・プレーヤーズ選手権
- リージョンズ・トラディション

をすべて制覇することをいう。2017年にドイツのベルンハルト・ランガーが全米シニアで優勝したことで生涯グランドスラムを達成している。

## キャリア・グランドスラム
メジャー選手権を生涯のうちにすべて制覇することを『キャリア・グランドスラム』という。

### 男子
| 故人 †    |
| 歴代1位 ‡ |

#### マスターズ時代以前
| 選手                 | GS タイトル | グランド スラム | 全米アマチュア                    | 全米オープン                | 全英オープン        | 全英アマチュア |
| -------------------- | ----------- | --------------- | --------------------------------- | --------------------------- | ------------------- | -------------- |
| ボビー・ジョーンズ † | 13          | 1: 1930         | 5: 1924, 1925, 1927, 1928, 1930 ‡ | 4: 1923, 1926, 1929, 1930 ‡ | 3: 1926, 1927, 1930 | 1: 1930        |

#### マスターズ時代
| 選手                 | GS タイトル | キャリア スラム        | マスターズ                              | 全米オープン                | 全英オープン        | PGA                              |
| -------------------- | ----------- | ---------------------- | --------------------------------------- | --------------------------- | ------------------- | -------------------------------- |
| ジーン・サラゼン †   | 7           | 1 (1935)               | 1: 1935                                 | 2: 1922, 1932               | 1: 1932             | 3: 1922, 1923, 1933              |
| ベン・ホーガン †     | 9           | 1 (1953)               | 2: 1951, 1953                           | 4: 1948, 1950, 1951, 1953 ‡ | 1: 1953             | 2: 1946, 1948                    |
| ゲーリー・プレーヤー | 9           | 1 (1965)               | 3: 1961, 1974, 1978                     | 1: 1965                     | 3: 1959, 1968, 1974 | 2: 1962, 1972                    |
| ジャック・ニクラス   | 18 ‡        | 3 ‡ (1966, 1971, 1978) | 6: 1963, 1965, 1966, 1972, 1975, 1986 ‡ | 4: 1962, 1967, 1972, 1980 ‡ | 3: 1966, 1970, 1978 | 5: 1963, 1971, 1973, 1975, 1980‡ |
| タイガー・ウッズ     | 15          | 3 ‡ (2000, 2005, 2008) | 5: 1997, 2001, 2002, 2005, 2019         | 3: 2000, 2002, 2008         | 3: 2000, 2005, 2006 | 4: 1999, 2000, 2006, 2007        |
| ローリー・マキロイ   | 5           | 1 (2025)               | 1: 2025                                 | 1: 2011                     | 1: 2014             | 2: 2012, 2014                    |

### 女子
女子で『キャリア・グランドスラム』を達成した選手は6人いる。以下に選手名と達成年を記す。
- ルイーズ・サグス（英: Louise Suggs、アメリカ、1957年）
- ミッキー・ライト（英: Mickey Wright、 アメリカ、1962年）
- パット・ブラッドリー（英: Pat Bradley、アメリカ、1986年）
- ジュリ・インクスター（英: Juli Inkster、アメリカ、1999年）
- カリー・ウェブ（英: Karrie Webb、オーストラリア、2001年 → 2002年に「スーパー・グランドスラム」達成）
- アニカ・ソレンスタム（典: Annika Sörenstam、スウェーデン、2003年）

最初の2人、ルイーズ・サグスとミッキー・ライトの時代は「タイトルホルダーズ選手権」と「女子ウェスタンオープン」がメジャー選手権だった。タイトルホルダーズ選手権は1937年～1966年と1972年まで、女子ウェスタンオープンは1937年～1967年までメジャー選手権であった。

#### スーパー・グランドスラム
5人目の達成者、カリー・ウェブは1999年のデュモーリエ・クラシック → 2002年の全英女子オープンを制覇しているため「スーパー・グランドスラム」と呼ばれたが、これは「過渡期」的な用語と言えよう。もし、ジュリ・インクスターが全英女子オープンを制覇すれば、スーパー・グランドスラム成立の可能性がある。アニカ・ソレンスタムはデュモーリエ・クラシックで優勝経験がないため、スーパー・グランドスラムには該当しない。

## ダブル・グランドスラム
すべての4大メジャーで2勝以上あげることをダブル・グランドスラムといい、ジャック・ニクラスが1971年に、タイガー・ウッズが2005年に達成。

## トリプル・グランドスラム
すべての4大メジャーで3勝以上あげることをトリプル・グランドスラムといい、ジャック・ニクラスが1978年に、タイガー・ウッズが2008年に達成。